# Giovanni Battista Andreini

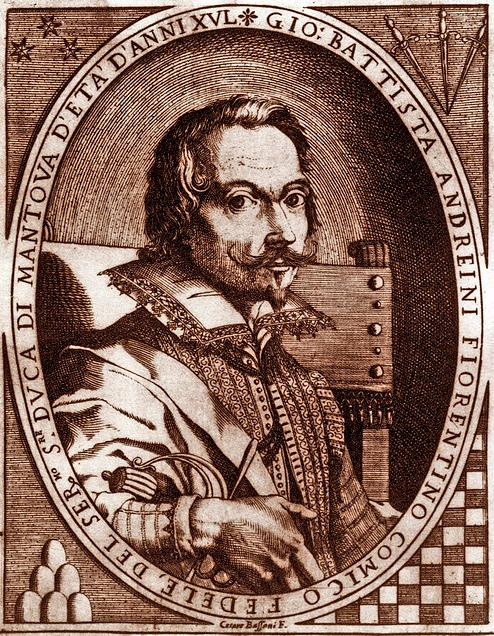
Giovanni Battista Andreini, porträtterad av Carlo Antonio Procaccini.

Giovanni Battista Andreini, född omkring 1578, död 7 juni 1654, var en italiensk skådespelare. Han var son till Francesco och Isabella Andreini.
Andreini uppträdde i Commedia dell'arte under namnet Lelio med stor framgång, och var ledare för truppen I federli. Andreini författade även ett antal skådespel, bland annat mysteriespelet Adamo (tryckt 1613) som anses ha inspirerat Det förlorade paradiset.